# Jan Cornelis Terlouw
Jan Cornelis Terlouw   (Kamperveen, 15 de novembre de 1931 - Twello, 16 de maig de 2025) va ser un escriptor, polític i físic neerlandès.

## Biografia
L'any 1941 va començar a estudiar matemàtiques i física a la Universitat d'Utrecht. Un cop llicenciat, es va dedicar a la investigació durant tretze anys.
Va adscriure's al partit polític de centre D66, per al qual va ser diputat per Utrecht. Va entrar al Parlament l'any 1971. Sota el seu lideratge, el partit va sortir d'una important crisi política i l'any 1981 va aconseguir uns fantàstics resultats. Aleshores Jan Terlouw fou nomenat ministre d'economia i vicepresident del govern.
Terlouw va escriure diversos llibres, sobretot literatura juvenil. Les seves idees polítiques es transmetien sovint als seus llibres, que tracten sobre problemes contemporanis com el medi ambient, la política o la història. A més, els seus llibres sovint carreguen missatges socials referents a la democràcia, la llibertat d'expressió, el liberalisme o l'antiextremisme, volent mostrar que sovint cal mirar els problemes des de totes les òptiques abans de prendre cap decisió. Els seus protagonistes són joves creatius que solucionen els problemes de manera original. Sovint hi ha un segon protagonista que fa una evolució al llarg del llibre, passant d'una òptica equivocada (egoista o simplement poc raonada) a entendre els problemes i que ha d'ajudar la resta de gent.
Les seves obres han rebut nombrosos premis i han estat traduïdes a molts idiomes; a banda del català, podem trobar-les en idiomes tan diferents com el gal·lès o l'islandès. Terlouw va escriure novel·les policíaques a quatre mans amb la seva filla Sanne Terlouw, unes històries de detectius on un pare i una filla solucionen assassinats plegats.

## Obra traduïda al català
- L'hivern durant la guerra, Editorial Cruïlla, 1987
- Piotr, Cesma, Vaixell de vapor vermell
- El rei de Katoren (Koning van Katoren), Cesma, Vaixell de vapor vermell
- L'enigma dels quadres robats, ed. Cruïlla, 1996